# اوتلوجا (شاوشات)
اوتلوجا (به ترکی استانبولی: Otluca) یک منطقهٔ مسکونی در ترکیه است که در شاوشات واقع شده‌است. اوتلوجا ۸۴ نفر جمعیت دارد.